# Eleuthera
 (janvier 2013).
Si vous disposez d'ouvrages ou d'articles de référence ou si vous connaissez des sites web de qualité traitant du thème abordé ici, merci de compléter l'article en donnant les références utiles à sa vérifiabilité et en les liant à la section « Notes et références ».
Eleuthera est une île des Bahamas, se trouvant 80 kilomètres à l'est de Nassau. L'île est très allongée : 180 km de long pour une largeur d'à peine 2 km. La population de l'île était de 8 202 personnes lors du recensement de 2010. Son nom vient du grec ἐλευθέρα qui signifie "libre".

## Histoire
La population originelle d'indiens Arawaks fut réduite en esclavage et déportée par les Espagnols pour travailler dans les mines de sel à Hispaniola, où elle disparut vers 1550. On pense que l'île est restée inoccupée jusqu'à ce que les premiers colons européens, des pèlerins puritains, arrivent en 1648 des Bermudes et d'Angleterre, fuyant les persécutions religieuses. Ces colons, connus sous le nom d'« aventuriers d'Eleuthera », ont donné à l'île son nom actuel, qui signifie libre en grec.
L'île fut très prospère de 1950 à 1980, attirant plusieurs industriels américains tels qu'Arthur Vining Davis (en), Henry John Kaiser, et Juan Trippe.
Au XIXe siècle, l'île était un des plus gros producteurs d'ananas au monde ; plusieurs fermes d'ananas subsistent encore au XXIe siècle, et une fête de l'ananas a lieu tous les ans à North Eleuthera.
Lors de l'indépendance des Bahamas en 1973, des changements eurent lieu dans la réglementation foncière et toutes les grandes installations touristiques et les entreprises agricoles possédées par des étrangers furent peu à peu abandonnées ou vendues à des proches du gouvernement de l'époque. En raison des troubles qui suivirent la naissance du nouvel État, de nombreuses entreprises firent faillite pendant la période 1980-1985. Aujourd'hui, plusieurs installations touristiques abandonnées sont visibles sur l'île comme le Rock Sound Club, le Club Med de Governor's Harbor, et le Cape Eleuthera Resort.

## Géographie
Située à environ 80 km de l'île de New Providence, l'île d'Eleuthera a une forme courbe très allongée. Elle mesure environ 180 km de long lorsque sa largeur est d'environ 2 km en moyenne (mais jusqu'à 8 kilomètres au plus large). Elle fait partie des bancs des Bahamas.
Les principaux lieux de peuplement d'Eleuthera sont Governor's Harbour (le centre administratif de l'île), Rock Sound, Tarpum Bay, Harbour Island et Spanish Wells.
L'île d'Eleuthera a également la caractéristique d'avoir de nombreuses plages de sable rose qui offrent de nombreuses stations balnéaires.

## Économie
La plupart des installations touristiques actuelles d'Eleuthera sont situées sur la petite île voisine d'Harbour Island, bien qu'il en reste encore quelques-unes sur l'île principale. Depuis 2004, l'intérêt des investisseurs pour Eleuthera renaît. Ainsi, en 2006, de nombreux investissements ont été réalisés, comme, la construction du complexe touristique de Cotton Cay par des investisseurs bahaméens. Selon le journal des Bahamas Tribune 242, Disney Cruise Line aurait acheté la péninsule Lighthouse Point de 700 acres (2 832 799 m2) sur l'île d'Eleuthera, comme second port privé pour ses nouveaux navires, l'agence immobilière proposant ce bien pour 20 millions d'USD l'ayant retiré de ses offres en mai 2018. Le 28 mai 2018, Disney Cruise Line a officiellement exprimé son intérêt pour l'acquisition d'une seconde île privée dans les Bahamas et pourrait être selon l’Orlando Sentinel la péninsule Lighthouse Point au sud d'Eleuthera

## Districts
L'île d'Eleuthera est divisée en trois districts :
- Central Eleuthera
- North Eleuthera
- South Eleuthera

Plus deux districts faisant partie du groupe insulaire :
- Harbour Island
- Spanish Wells

## Transports
Trois aéroports se situent sur l'île : l'aéroport de North Eleuthera (en) (code AITA : ELH) dans le district éponyme, qui est le plus fréquenté, l'aéroport de Governor's Harbour (en) (code AITA : GHB), situé à quelques kilomètres au nord de Governor's Harbour et l'aéroport international de Rock Sound (en) (code AITA : RSD) dans le district de South Eleuthera. L'ancien aéroport de Cape Eleuthera (en) se trouve également sur l'île.
Une fois sur l'île, la plupart des déplacements se font en voiture, et en voiturette de golf autour de Harbour Island. Des entreprises de location de voiture existent sur l'île.
Une route, la Queen's Highway, traverse l'île d'un bout à l'autre.